# Canthocamptus dogieli
Canthocamptus dogieli is een eenoogkreeftjessoort uit de familie van de Canthocamptidae. De wetenschappelijke naam van de soort is voor het eerst geldig gepubliceerd in 1923 door Rylov.